# Ярославль (станція)
Ярославль, також Ярославль-Московський — перший залізничний вокзал Ярославля й найстарший на Північній залізниці. Офіційна назва — Ярославль, але майже всі в Ярославлі називають його «Московський вокзал».
Розташований на 281 кілометрі від Ярославського вокзалу Москви.

## Історія
8 травня 1858 року Головне управління шляхів сполучення видало дозвіл на будівництво залізниці від Москви до Троїце-Сергієва Посада протяжністю 66 верст і затвердило статут акціонерного товариства під назвою «Суспільство Московської-Ярославської залізниці», очолюваного Савою Івановичем Мамонтовим. У 1862 році Московсько-Троїцька залізниця була введена в дію. У 1866-1868 роках обговорювалося будівництво залізниці від Сергієва Посада до Ярославля. У 1868 році почалися будівельні роботи. Тоді ж почалося зведення Московського вокзалу при залізничній станції «Ярославль» поблизу Московської застави. До 1 січня 1870 року роботи з будівництва залізниці і будівлі вокзалу були закінчені. Перший поїзд із Москви прийшов на вокзал 7 лютого 1870 року.
Від станції Ярославль була прокладена лінія до волзьких пристаней, так звана «Гілка». Лінія починалася на території нинішнього вантажного двору, пролягала територією нинішнього проспекту Фрунзе і далі за існуючим перегоном Ярославль — Ярославль-Пристань.
Після відкриття Московської-Ярославської залізниці Мамонтов С. І. приймає рішення про подовження залізничної гілки від Ярославля до Костроми. 17 грудня 1887 році відбулося урочисте відкриття руху Ярославський-Костромською залізницею. Вантажообіг і пасажирський потік на станції Ярославль збільшився.
Спочатку поїзди, що прямували з Ярославля на Кострому просідали заднім ходом приблизно до нинішнього кордону станції у напрямку Москви. Далі переднім ходом йшли лінією, що йде праворуч через територію нинішнього депо, далі вздовж сучасної вулиці Старокостромської до існуючого перегону Ярославль — Дунайка. Згодом була побудована лінія з шляхопроводами над нинішнім Московським проспектом і гілки, нинішнім проспектом Фрунзе. Після будівництва у 1913 році залізничного моста через Волгу станція Ярославль і Московський вокзал стали приймати потяги з Вологди.

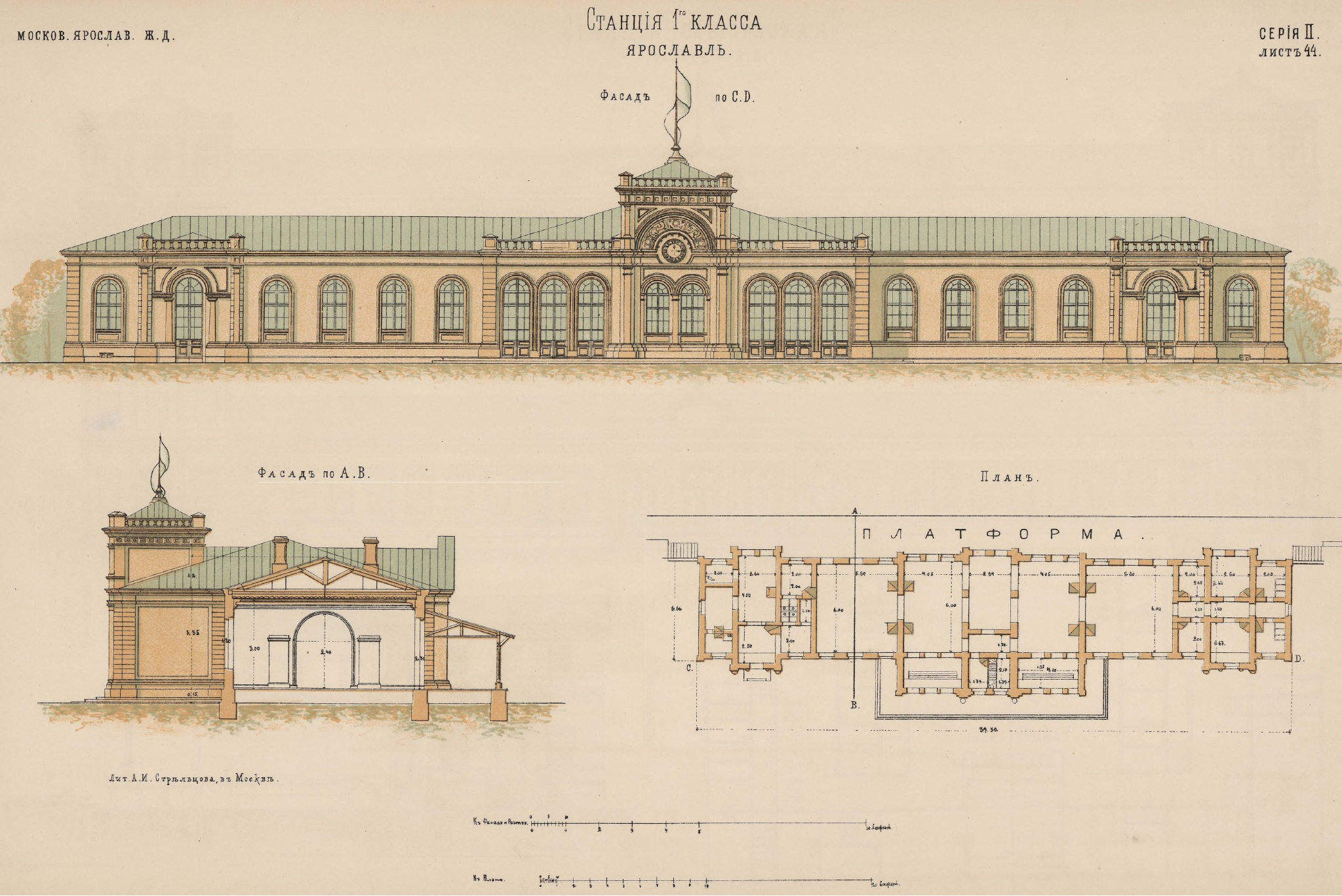
Креслення вокзалу
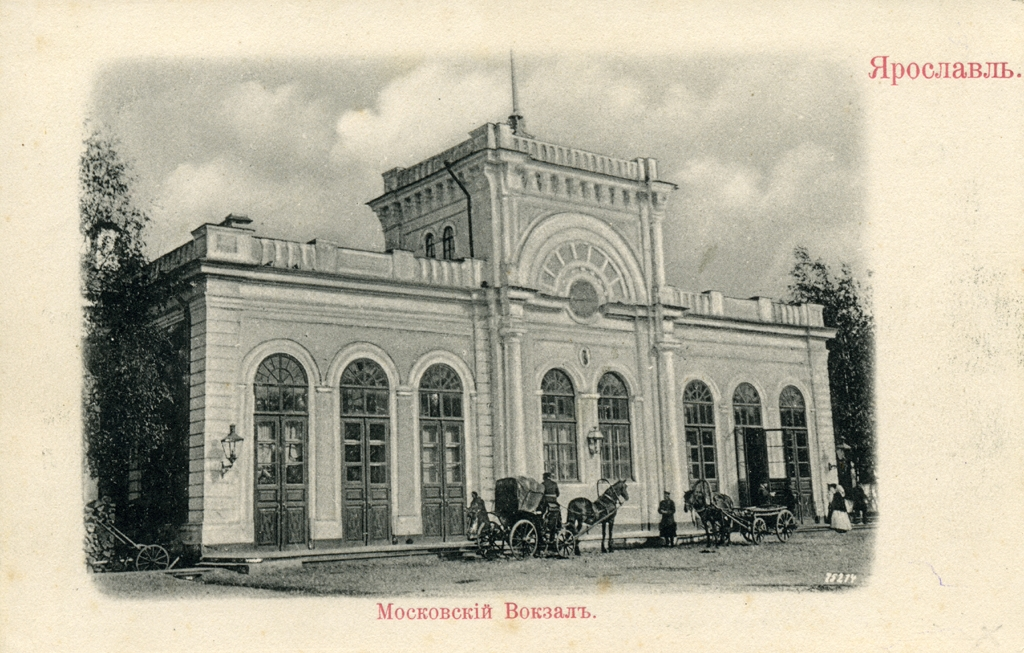
Московський вокзал на початку XX століття
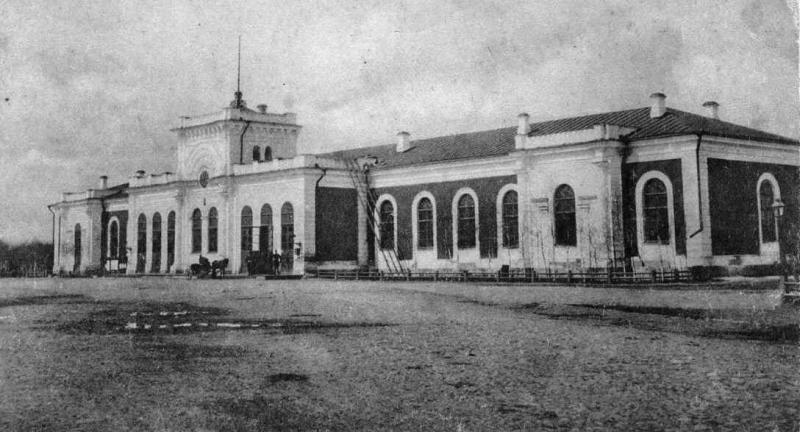
Станція Ярославль у 1914 році

До будівництва у 1952 році будівлі вокзалу на станції Ярославль-Головний Московський вокзал був головним вокзалом міста та одним з основних вузлів Північної залізниці.
У 1957 році станцію електрифіковано постійним струмом. Спочатку були електрифіковані перегони Полянки — Ярославль і Ярославль — Которосль. У 1971 році була електрифікована ділянка Ярославль — Тощиха і електропоїзди почали курсувати через станцію у костромському напрямку.
До будівлі залізничного мосту через Волгу й вокзалу Ярославль-Головний, Ярославль-Московський був головним вокзалом міста.
Вокзал реконструйований у 2003 році зі збереженням колишнього фасаду і інтер'єрів.

## Пасажирське сполучення
Далеке сполучення
Є проміжною станцією для деяких пасажирських і швидких поїздів: московських поїздів до Костроми, а також петербурзьких поїздів до волзьких і уральських міст.
Приміське сполучення
Є проміжним пунктом поїздів з Ярославля-Головного. 
Обслуговує 2 напрямки:
- Південне (частина поїздів іде повз вокзал), кінцеві станції:
  - Семибратове
  - Ростов
  - Біклемишеве
  - Рязанцеве
  - Бірендеєве
  - Александров
- Східне:
  - Телищеве
  - Сахареж
  - Нерехта
  - Іваново
  - Кострома

Також, від Московського вокзалу прямують деякі приміські поїзди у напрямку Рибинська.

## Міський транспорт
До вокзалу курсують: 
- автобуси № 2, 8, 13, 16, 21Б, 33, 41, 41Б, 42, 72, 76
- тролейбуси № 5, 9
- маршрутні таксі № 36, 37, 46, 47, 71, 73, 81, 82, 91, 94, 96, 97, 98, 139А, 178.

## Галерея

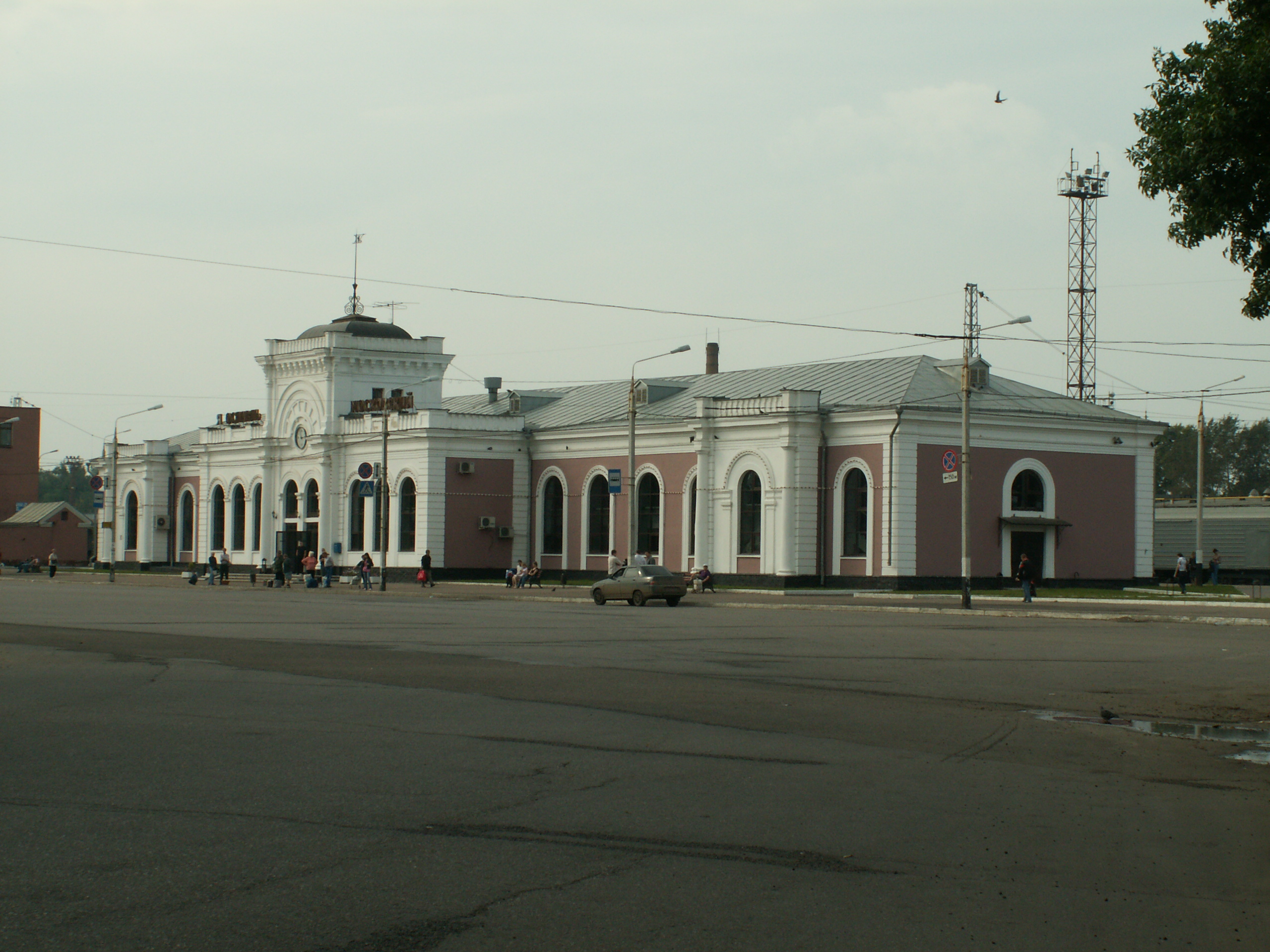
Вигляд вокзалу з площі Подвойського
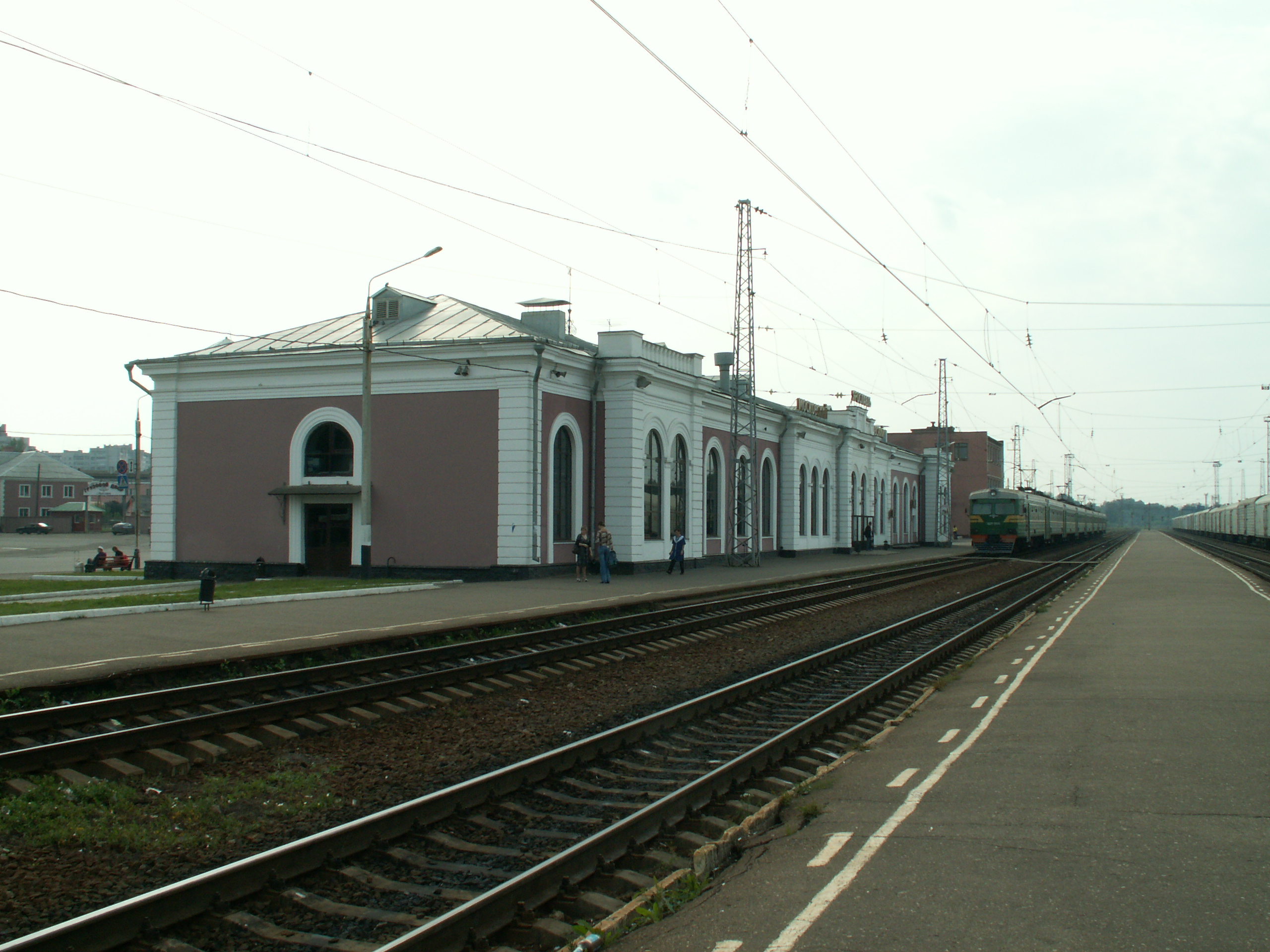
Вигляд вокзалу з боку платформ